# 岡村隆
岡村 隆（おかむら たかし、1948年 - 2025年7月9日）は日本の探検家、作家、編集者。NPO法人南アジア遺跡探検調査会理事長、第23回植村直己冒険賞受賞。

## 略歴
1948年、宮崎県小林市に生まれる。宮崎県立小林高校を経て、1972年に法政大学文学部日本文学科を卒業する。在学中は探検部で活動し、1969年、独立直後で鎖国状態のインド洋モルディブへ特例で入国、日本人初の長期滞在者となり、半年間の民俗調査ののちスリランカの密林遺跡探検に転じる。大学卒業後は著述業や東海教育研究所の月刊誌『望星』編集長などの本業の傍ら、法政大学探検部などを母体に探査隊を組織して、これまでに同国で約250カ所、モルディブで11カ所の遺跡を発見、調査する。2008年にNPO法人南アジア遺跡探検調査会を立ち上げ、スリランカ政府考古局と連携しながら活動を続けている。
本業の『望星』編集長としては、法大探検部の後輩にあたる髙山文彦の大宅壮一ノンフィクション賞受賞作『火花』や、三山喬の同賞候補作『ホームレス歌人のいた冬』、宇都宮健児の『弁護士冥利』、自編の『藤沢周平に学ぶ』、『あの日あの味』、『不良老人伝』など多くの連載を企画編集。関野吉晴と長倉洋海の『幸福論』や、山折哲雄と赤坂憲雄の『反欲望の時代へ』、山極寿一と関野吉晴の『人類は何を失いつつあるのか』などの対談本も手掛けた。編集長時代の『望星』は、小出版社のユニークな少部数雑誌として記事が朝日新聞の「天声人語」や読売新聞の「編集手帳」、毎日新聞の「余録」など各紙のコラムに頻繁に引用され、その編集方針とともに注目された。
遺跡探検の主な成果としては、1983年、「コンチキ号探検記」で知られるノルウェーの探検家トール・ヘイエルダールが前年にモルディブで発見した「太陽神殿遺跡」が、実際は「仏塔」(ストゥーパ)の遺跡であると証明したこと、1985年にスリランカ南東部のウィラ川流域で、同国では12世紀に滅びた大乗仏教の摩崖仏三尊像を発見し、1993年に同遺跡が破壊されている事実を再発見したことなどがある。
本業退職後の2018年には、同じスリランカ南東部のジャングルで「タラグルヘラ山遺跡」と呼ばれる紀元前3世紀～紀元1世紀ごろまでに建てられた仏塔や建物のほか、先住民が残した岩絵などの発見に成功する。2019年に第23回植村直己冒険賞を受賞する。受賞会見では「地味な活動に目を向けてもらえて、戸惑いながらも感激。仲間たち全員へのご褒美だと思う」と語った。
2025年7月9日、急性白血病のため東京都練馬区の病院で死去。76歳没。

## 著書

### 単著
- 『モルディブ漂流』（筑摩書房、1986）
- 『泥河の果てまで』（講談社、1989）
- 『狩人たちの海』（早川書房、1992)

### 共著・論考
- 『チャレンジ！　最新アドベンチャー百科』(鄭仁和、伊藤幸司、大竹憲一、市吉三郎、保呂田恒行) 共著　朝日イブニングニュース社　1977
- 『孤愁』(稲見一良、小川竜生、風間一輝、黒川博行、斎藤純、真保裕一、多島斗志之、高村薫、貫井徳郎、花村萬月、樋口修吉) 共著　角川書店　1994
- 「飯炊きムーサの航海　モルディブ諸島交易船の船上食」『旅と食』(食の文化フォーラム20)所収 神埼宣武編　ドメス出版　2002
- 「モルディブのカツオブシ」『アジアの食文化』所収　秋野晃司、渋谷利雄編　建帛社　2000
- 「変貌するジャングルの村の三十年　現代スリランカを歩く」『季刊東北学』(第八号)所収　東北芸術工科大学東北文化研究センター編　柏書房　2006
- 「モルディブ――壊された仏教遺物」『イスラームと文化財』所収　野口淳、安倍雅史編　新泉社　2015
- 「大学探検部60年の軌跡」『山岳』(第百十一号)所収　日本山岳会　2016
- 「探検と冒険」『旅の民俗シリーズ』(第三巻)所収　旅の文化研究所編　現代書館　2017
- 「仏教遺跡――未知のまま消えゆくイスラーム以前の歴史遺産」『モルディブを知るための35章』所収　荒井悦代、今泉慎也編　明石書店　202

### 遺跡調査報告書
- 『セイロン島の密林遺跡』(日本観光文化研究所、1975)
- 『セイロン島の密林遺跡Ⅱ』(日本観光文化研究所、1978)
- 『スリランカ・ルフナ地方の密林遺跡』(法政大学探検部、1999)
- 『スリランカ・ワスゴムワ国立公園周辺の密林遺跡』(NPO南アジア遺跡探検調査会、2012)
- 『スリランカ・アンバン川流域と周辺の密林遺跡』(NPO南アジア遺跡探検調査会、2015)
- 『スリランカ・ヤラ国立公園と周辺の密林遺跡』(NPO南アジア遺跡探検調査会、2021)

## 参照
- 『火花』　髙山文彦　飛鳥新社　1999 　(連載時タイトルは『霖雨』)
- 『ホームレス歌人のいた冬』　三山喬　東海教育研究所　2011
- 『弁護士冥利』　宇都宮健児　2009
- 『藤沢周平に学ぶ』　月刊望星編　東海教育研究所　2006
- 『あの日あの味』　月刊望星編　東海教育研究所　2007　(新潮文庫版『昭和、あの日あの味』も参照)
- 『不良老人伝』月刊望星編　東海教育研究所　2008
- 『幸福論』　関野吉晴、長倉洋海　東海教育研究所　2003
- 『反欲望の時代へ』　山折哲雄、赤坂憲雄　東海教育研究所　2011
- 『人類は何を失いつつあるのか』　山極寿一、関野吉晴　東海教育研究所　2018
- 東京新聞　言論不況に負けない　2001.6.4
- 北海道新聞　物事　簡明にフラットに　編集長登場 岡村隆さん  2002.6.29
- 朝日新聞　無人島の密林に古代の太陽神殿  ヘイエルダール氏発見　1982.112.2
- 朝日新聞　太陽神殿　実は仏教遺跡  日本人探検家お手柄　1983.10.18
- 読売新聞　スリランカ密林の遺跡探そう  法政大OBら7人　1993.6.7
- 読売新聞　スリランカの仏教遺跡ピンチ　8年前発見の釈迦三尊像大掛かりな盗掘 法大隊調査　1993.10.25
- 朝日新聞　道なき未知へ　探検隊NPO　スリランカで遺跡発見　2018.12.26夕刊
- 朝日新聞　植村直己賞に岡村隆氏　ジャングルの遺跡探査し半世紀 - ウェイバックマシン（2019年2月12日アーカイブ分）
- 読売新聞　現実世界での"実践"に貪欲に手を伸ばし、強い知性を獲得しよう！ (田中優子・法大総長との対談)